# Santa Maria del Priorato

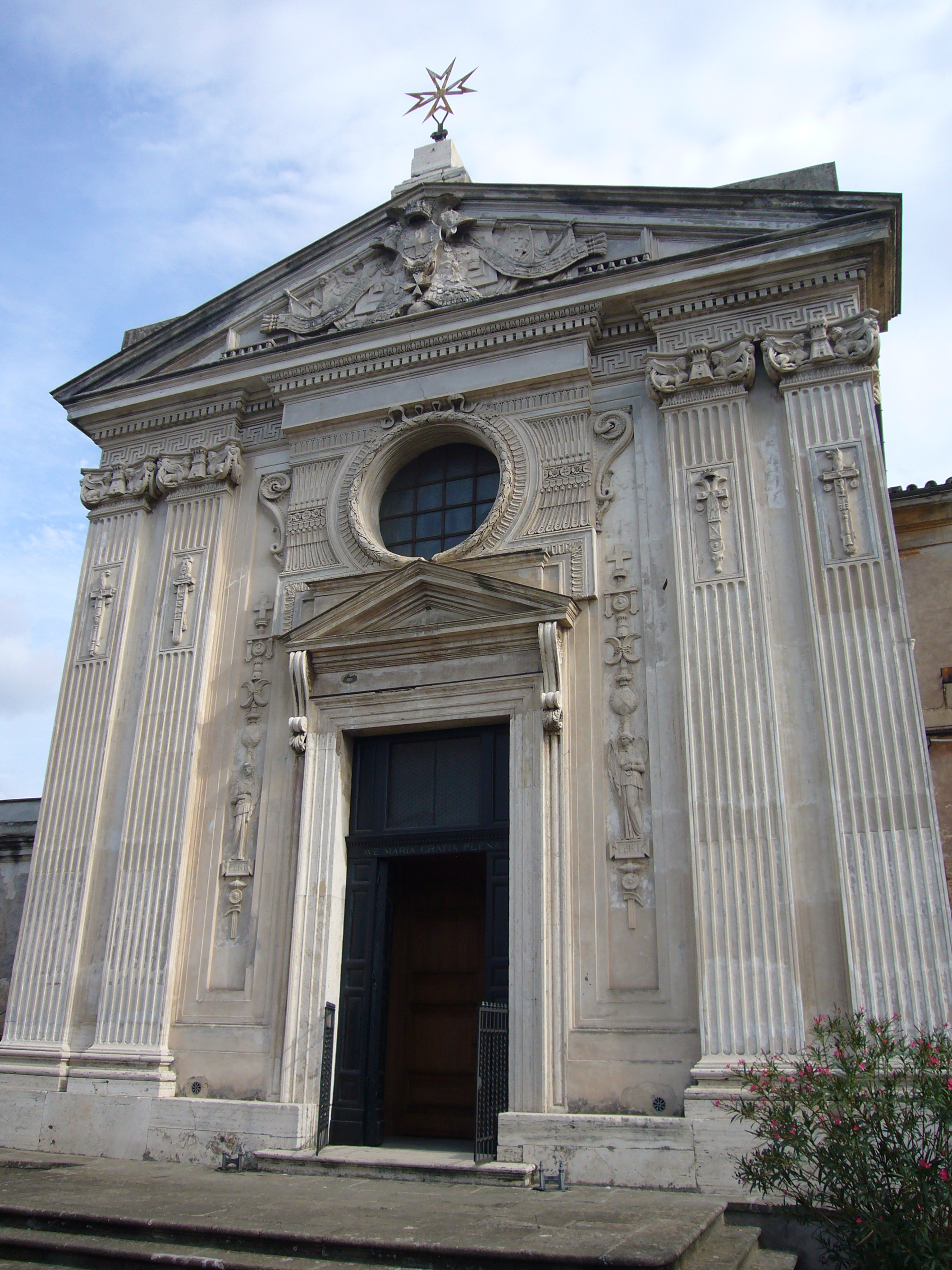
Fassade

Santa Maria del Priorato, vormals Santa Maria in Aventino genannt, ist eine Kirche in Rom. Sie ist Prioratskirche des Souveränen Malteserordens und ist das einzige Bauwerk, bei dem Giovanni Battista Piranesi als Architekt tätig geworden ist; er liegt auch in der Kirche begraben.

## Lage
Die Kirche liegt im (nicht öffentlich zugänglichen) Park des Sitzes des Großmeisters der Malteser auf dem Aventin, im XII. römischen Rione Ripa fast unmittelbar am Tiber in der Höhe der Brücke Ponte Sublicio.

## Geschichte und Baugeschichte

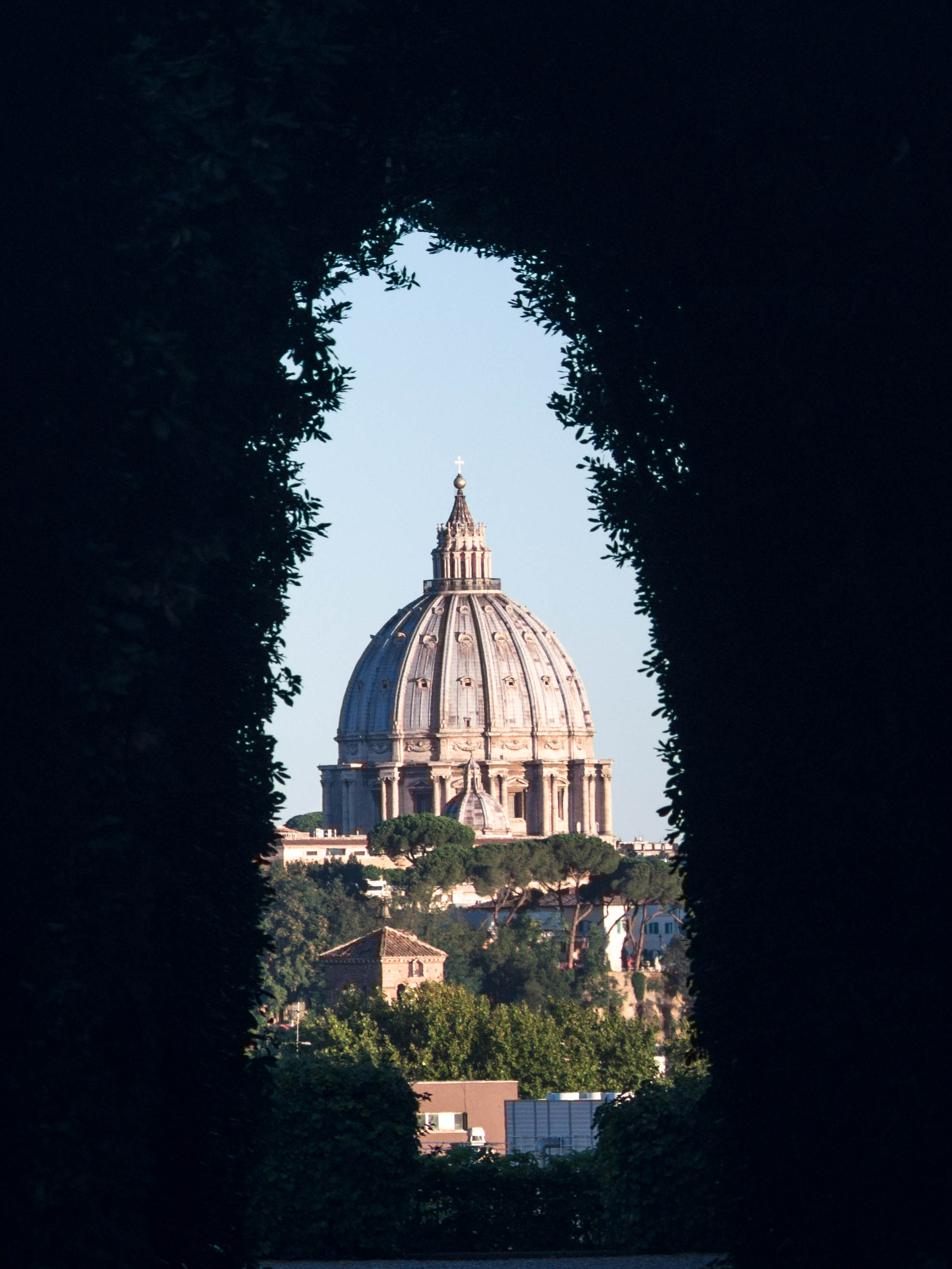
Der Blick durch das sog. „Heilige Schlüsselloch“

Die Kirche wurde ab 1765 von Piranesi im Auftrag des Malteserordens vollständig erneuert. Der Sitz des Großmeisters der Malteser befand sich zu dieser Zeit noch nicht in Rom, lediglich das Großpriorat von Rom des Ordens war hier angesiedelt, danach wurde die Kirche auch benannt. Auftraggeber war Kardinal Giovanni Battista Rezzonico, zu dieser Zeit Großprior des Malteserordens und Neffe Papst Clemens’ XIII. Piranesi gestaltete nicht nur die Fassade und das Kircheninnere, auch die Piazza dei Cavalieri di Malta selbst, an der der Zugang zur Kirche liegt, wurde im Figurenprogramm eines antiken Gräberfeldes entworfen und gebaut. Ebenso im Zuge dieser Arbeiten wurde das bekannte sogenannte Heilige Schlüsselloch angelegt; es erlaubt den Blick durch einen Laubengang genau auf die Kuppel des Petersdomes.

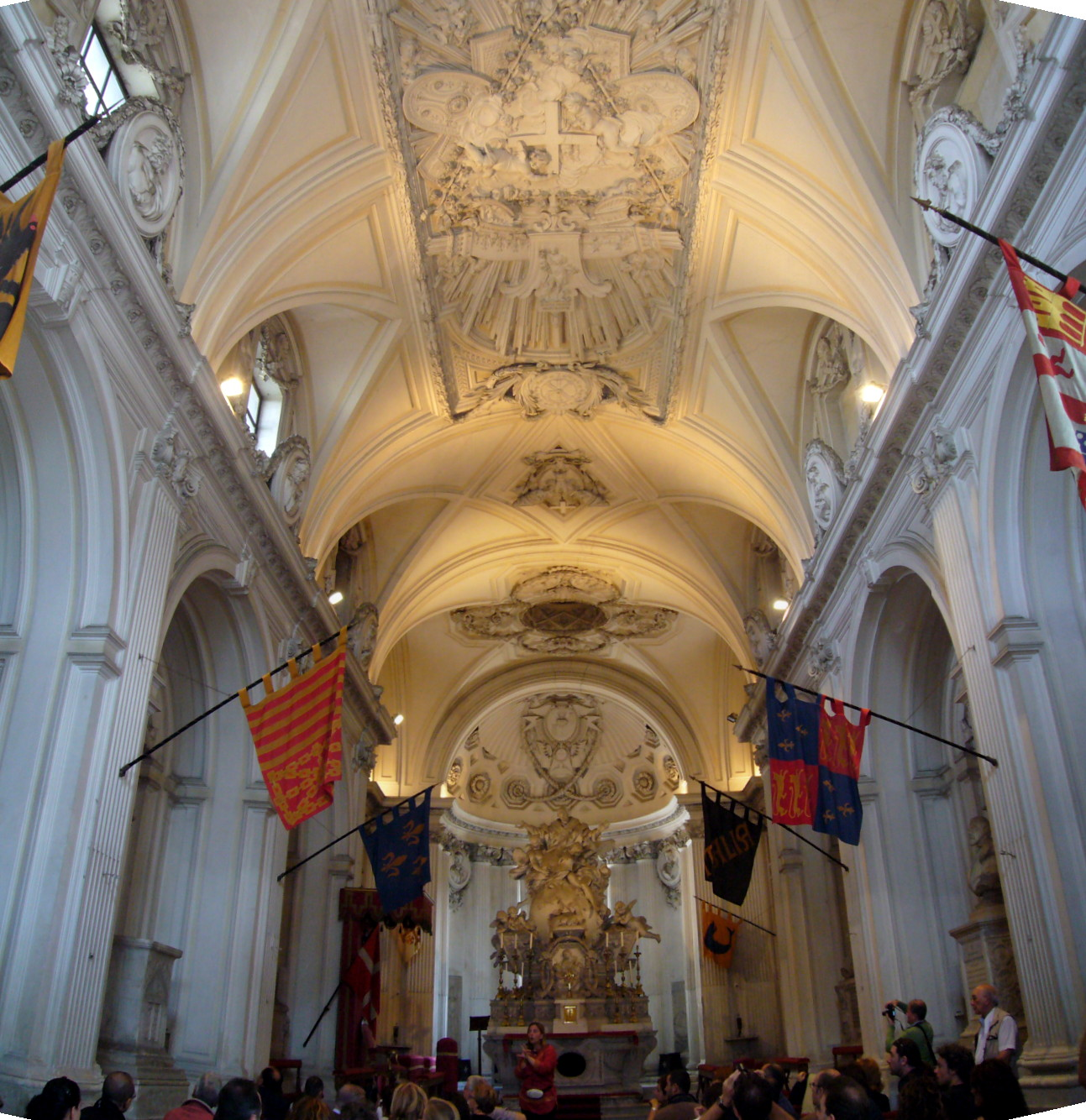
Blick in das Kircheninnere

Piranesi, zwar ausgebildeter Architekt, bis dahin aber eher durch seine Vedutenstiche berühmt, sah sich einer doppelten Herausforderung gegenüber: Der Ort und insbesondere der Malteserorden hatte eine doppelte Funktion in religiöser und profan-militärischer Hinsicht. Auf dem Aventin wurden in der Antike die Waffen der siegreichen römischen Feldherren gereinigt. Das militärische und religiöse Moment gingen hier ineinander über. Piranesi wählte einen vermittelnden Weg, erkennbar am großen zentralen Stuckdekor der Decke der Kirche.

## Äußeres
Die Fassade der Kirche ist die früheste des anbrechenden Klassizismus in Rom. Sie ist zunächst einer antiken Tempelfront nachempfunden; jeweils ein Paar breiter Pilaster tragen einen flachen Dreiecksgiebel. Die Pilaster sind durchgehend kanneliert und mit Kompositkapitellen versehen. Der Mittelteil der Fassade wird beherrscht vom Rundfenster über dem Portal. Grundmann sieht hier eine Reminiszenz an einen sog. Striegelsarkophag, anstelle des Fensters wäre in der Antike hier das Medaillon des Verstorbenen angebracht worden. Weitere antikisierende Elemente sind der rundum laufende Mäanderfries und die Kandelaber jeweils zu den Seiten des Portals.

## Inneres

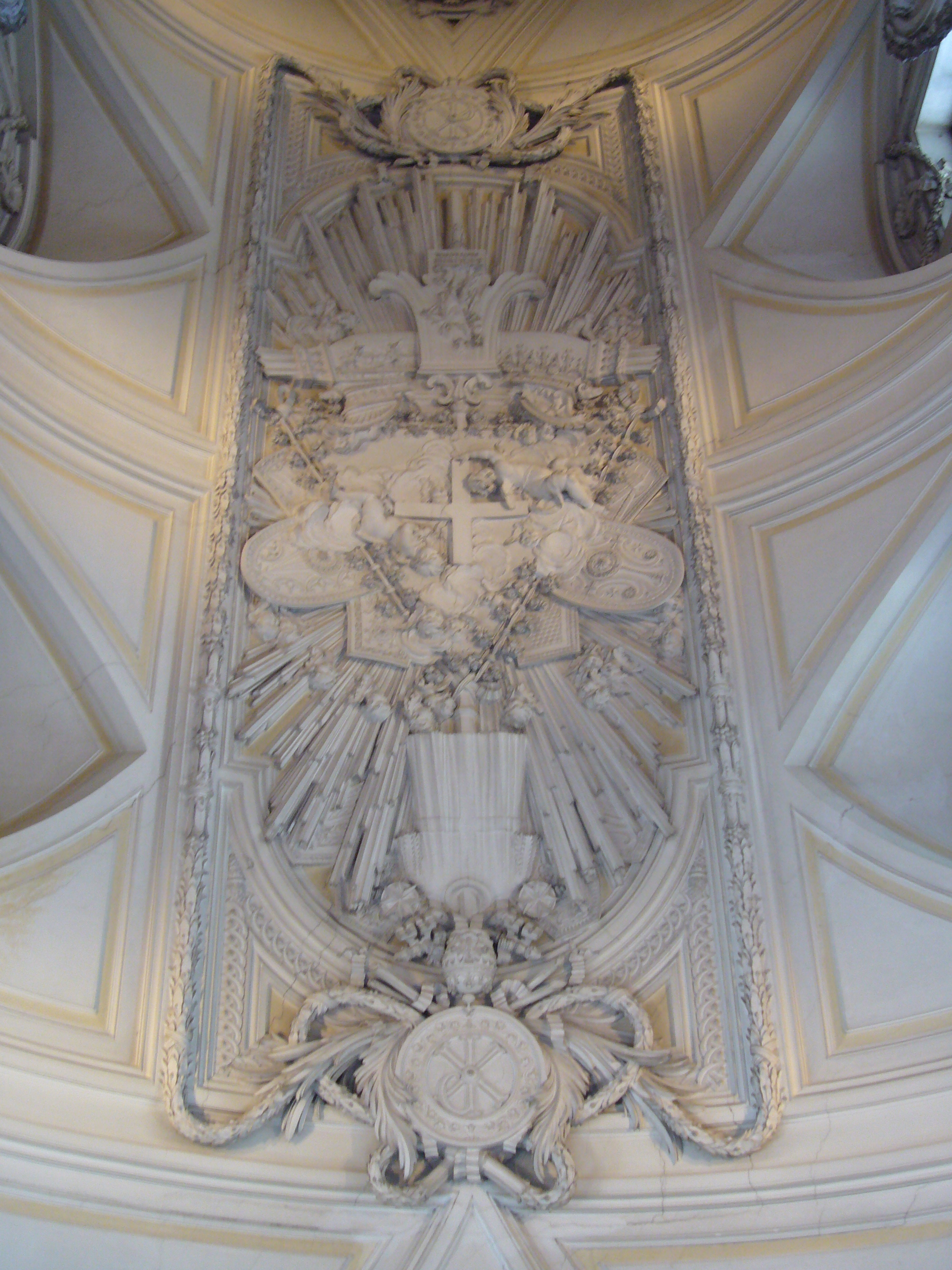
Das zentrale Stuckwerk der Decke

Die Grundstruktur der Kirche ist ein Saalbau mit Tonnengewölbe und halbrunder Apsis, die Arkaden öffnen sich zwischen den Pfeilern, denen kannelierte Pilaster mit Kompositkapitellen vorangestellt sind, in Blendnischen. 
Das Innere der Kirche ist im klassizistischen Weiß gehalten. Oberhalb des Gesimses durchbrechen Fenster und Nischen das Gewölbe, auf der linken Seite mit Fenstern versehen, auf der rechten Seite musste wegen der anschließenden Bebauung des Geländes im Südosten darauf verzichtet werden. Den Fenstern und Nischen sind mit Blumengirlanden versehene Rundmedaillons verschiedener Apostel vorangestellt.
Der ungewöhnliche, auch von Piranesi entworfene Hochaltar stellt eine Weltkugel dar. Er steht frei in der Apsis und wird von dahinterliegenden Apsisfenstern erleuchtet.
Thema des Deckenstucks der Kirche ist die – oben erwähnte – Doppelfunktion des Ordens und der Kirche in militärischer und religiöser Hinsicht. So enthält das Stuckwerk sowohl militärische als auch christliche Elemente. Als Metapher zum christlichen Märtyrertum wählte Piranesi Palmzweige, möglicherweise in Anlehnung an Borromini.

## Besuchsmöglichkeiten
Die Kirche ist, wie das gesamte Gelände des Malteserordens, normalerweise nicht zugänglich. Es besteht die Möglichkeit, sich vormittags an den Stadtpalais der Malteser in der Via Condotti 68 zu wenden, ein Ausweis ist mitzubringen.

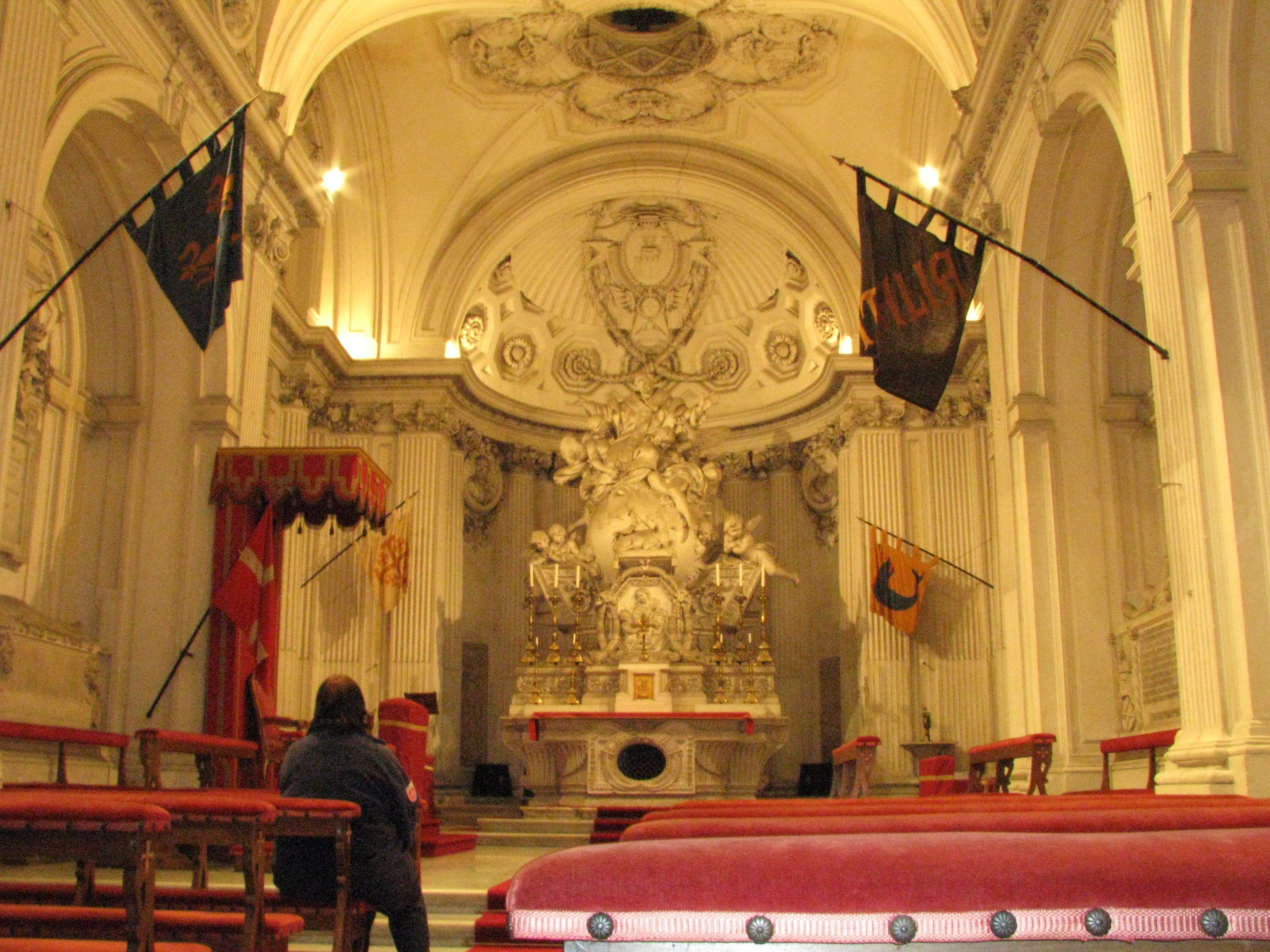
Innenansicht
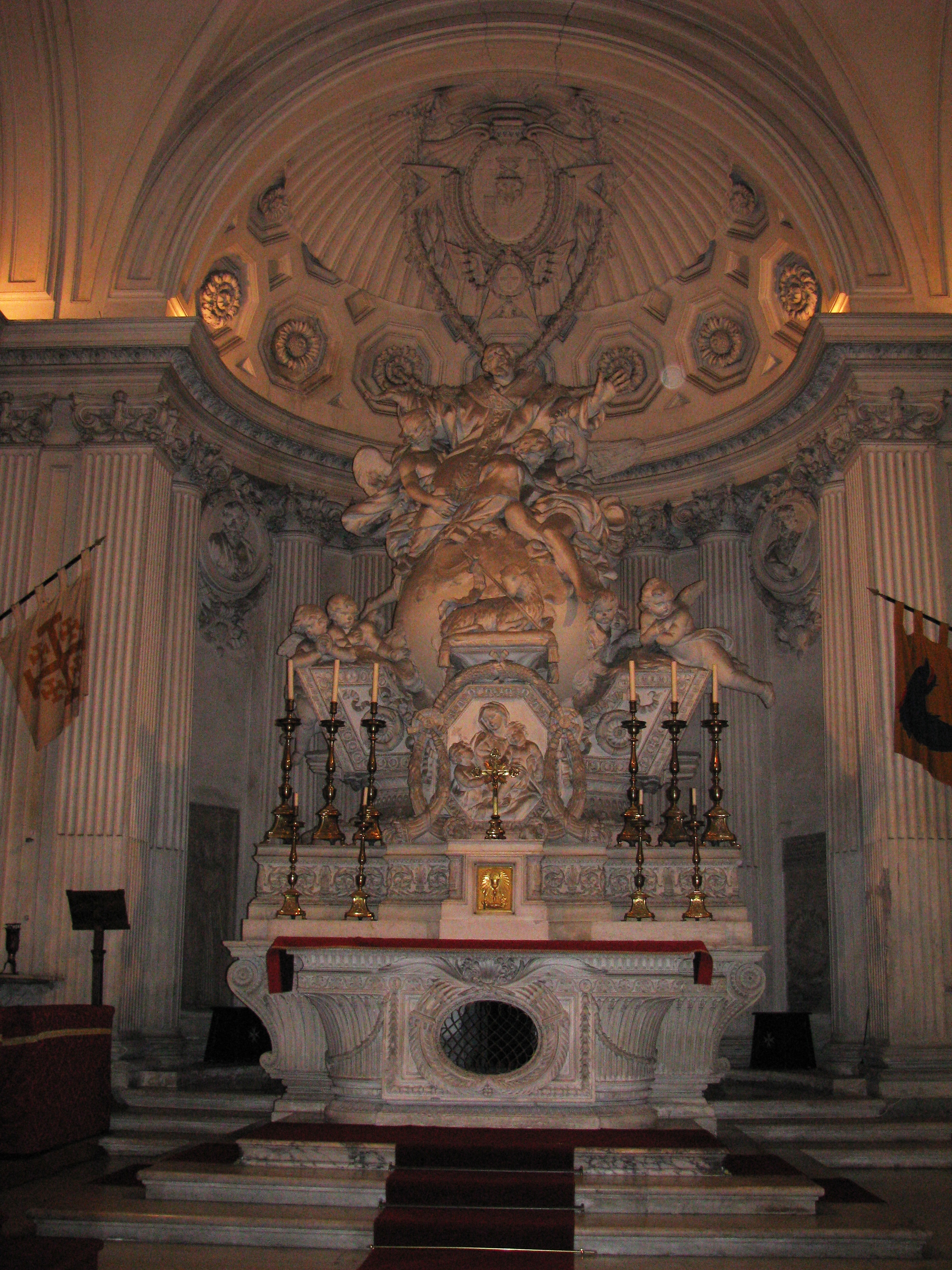
Altar
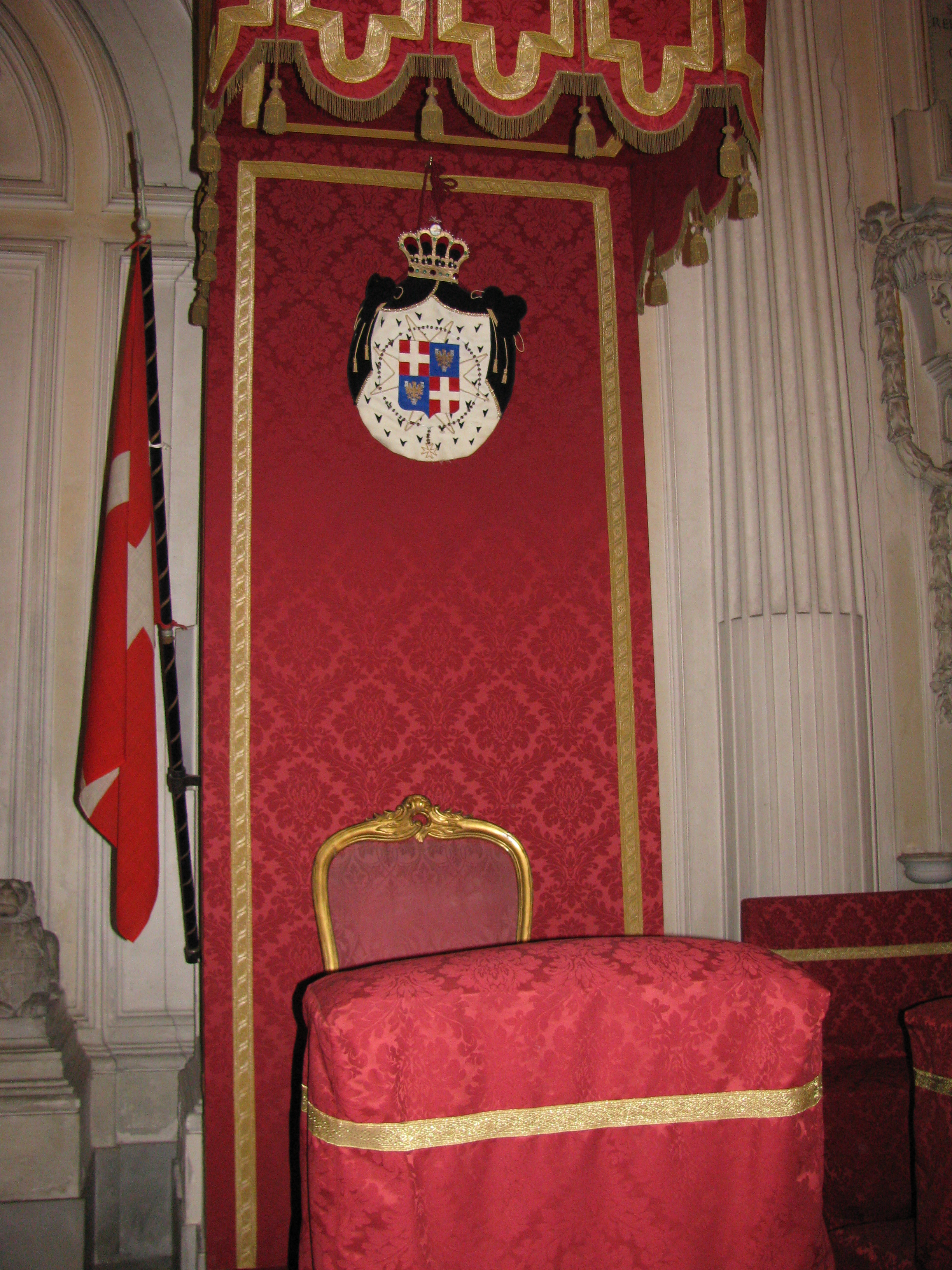
Kathedra des Großmeisters